# Cuthbert Malajila
Cuthbert Lifasi Malajila (ur. 3 października 1985 w Eiffel Flats) – zimbabwejski piłkarz występujący na pozycji napastnika w Bidvest Wits.
Do połowy 2010 roku Cuthbert Malajila grał w klubach z Zimbabwe. Następnie został graczem Club Africain, z którego po pół roku został wypożyczony na pięć miesięcy do libijskiego Al Akhdar Al-Bajda. Po powrocie do CA Tunis natychmiast odszedł do Dynamos Harare, z którym zdobył mistrzostwo kraju 2011. Od stycznia 2012 roku gra w Republice Południowej Afryki. Z Mamelodi Sundowns FC dwukrotnie został mistrzem RPA (2014 i 2016). W 2016 roku wygrał także Afrykańską Ligę Mistrzów, choć w decydujących meczach nie wystąpił, ponieważ był już graczem Bidvest Wits FC. Następnie grał w takich klubach: Mamelodi Sundowns FC (2017-2019), Black Leopards FC (2019-2020) i Royal AM FC (2020-2021).
Cuthbert Malajila w reprezentacji Zimbabwe zadebiutował 26 marca 2008 w wygranym 1:0 meczu towarzyskim z Botswany. Malajila wszedł na boisko na początku drugiej połowy, a w 49. minucie spotkania strzelił gola. Selekcjoner Callisto Pasuwa powołał go na Puchar Narodów Afryki 2017.